# Ana Pavlović
Ana Pavlović, hrvatska taekwondoašica. Članica je TK Metalac.

## Športska postignuća

### Kadetska karijera
Ana je kao kadetkinja nastupila dva puta u Zagrebu na Otvorenom prvenstvu Hrvatske (Croatia Openu) 2007. i 2008., a u oba navrata osvojila je srebrno odličje. 
2007. u kategoriji do 33 kg u finalu je izgubila od Hrvatice Adraiane Duretec, a 2008. u kategoriji do 37 kg također od hrvatske predstavnice Dore Podrug 3:0.

### Juniorska karijera
2009. Ana Pavlović je prešla u juniorski rang i na Croatia Openu 2009. osvojila srebrno odličje. U Finalnoj je borbi bila slabija od turske predstavnice Seyme Tuncer.
Na 8. svjetskom juniorskom prvenstvu 2010. u Meksiku osvojila je brončano odličje u konkurenciji juniorki do 42 kg, a zlato je pripalo Južnokorejki Na-Hee Song, koja je pobijedila sa 7:4.
| Rang natjecanja | Protivnik         | Rezultat | Ishod   |
| --------------- | ----------------- | -------- | ------- |
| 1/8 finala      | Patimat Abakarova | 14:9     | Pobjeda |
| 1/4 finala      | Dandan Ren        | 8:2      | Pobjeda |
| Polufinale      | Guilliana Gil     | 5:4      | Pobjeda |
| Finale          | Na-Hee Song       | 4:7      | Poraz   |

Nakon srebrne medalje sa svjetskog juniorkog prvenstva, Ana je u Innsbrucku na Otvorenom prvenstvu Austrije (Austria Openu) u kategoriji do 44 kg osovjila zlatno odličje. U finalu je bila bolja od hrvatske natjecateljice Dore Horvat. Da bi 2010. godinu zaključila dobrim rezultatima, Ana je u Zagrebu i Parizu osvojila brončana odličja. U Zagrebu je zlato pripalo Ruskinji Yulil Kustovoj, a u Parizu Marini Usanović, također hrvatskoj predstavnici.
2011. će pamtiti po trima zlatnim medaljama u Eindhovenu, Hamburgu i Herentalsu. 
S Europskog juniorskog prvenstva 2011. u Pafosu u Grčkoj vratila se s brončanim odličjem, izgubivši u finalu od Ruskinje Anastasie Pankine 10:3.
| Rang natjecanja | Protivnik              | Rezultat | Ishod   |
| --------------- | ---------------------- | -------- | ------- |
| 1/4 finala      | Sealove Jijan Dervishi | 13:1     | Pobjeda |
| Polufinale      | Magdalena Obrebska     | 10:7     | Pobjeda |
| Finale          | Anastasia Pankina      | 3:10     | Poraz   |

Nakon europskog junirskog prvenstva osvojila je broncu u Innsbrucku, zlato u Zagrebu i srebro u Parizu. 
2012. sezonu je otovrila broncom na Otvorenom prvenstvu Nizozemske (Dutch Openu) u Eindhovenu. U polufinalu je izgubila od Poljakinje Magdalene Obrebske na zlatni bod.

## Vanjske poveznice
- Osobni podatci i športska postignuća